# Couvent des Carmélites du faubourg Saint-Jacques

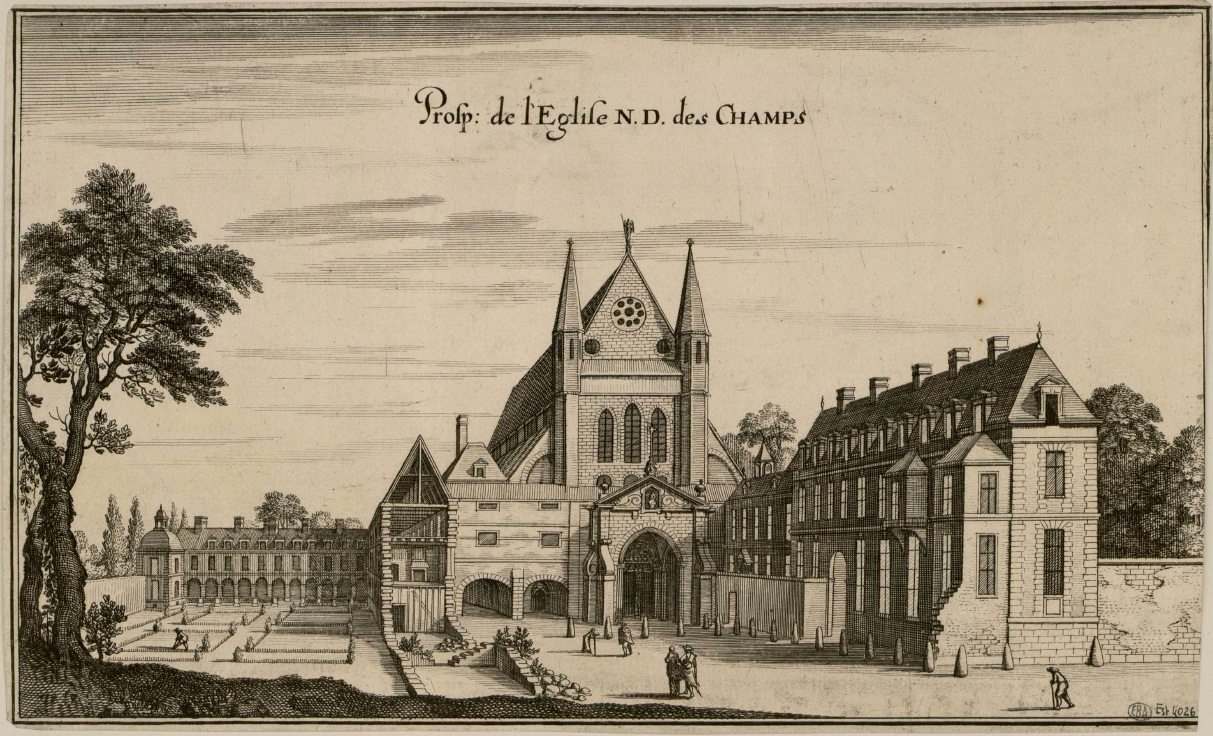
Klostret på en teckning av Jean Marot.

Couvent des Carmélites du faubourg Saint-Jacques var ett romersk-katolskt kloster för kvinnor ur karmelitorden i Paris i Frankrike.
Klostret grundades 1604 av hertiginnan Catherine de Nevers. Det var det första klostret ur karmelitorden i Frankrike, och blev moderklostret för flera andra kloster ur samma orden. Det var populärt bland kvinnliga medlemmar ur adeln; Louise de La Vallière gick in i detta kloster 1674. Klostret stängdes 1790 under franska revolutionen, då nunnorna vräktes och klostrets byggnader delades upp och såldes. 